# Веттіна Гой
Веттіна Гой (нім. Bettina Hoy, 7 листопада 1962) — німецька вершниця.
Бронзова призерка Олімпійських Ігор 1984 року в командному триборстві, учасниця 2004 року.
Чемпіонка світу з кінного триборства 2006 року в командному триборстві, бронзова призерка 1994 року в командному триборстві.
Чемпіонка Європи з кінного триборства 1997 року в індивідуальному триборстві, бронзова призерка 2005 (командне триборство), 2007 Індивідуальне триборство років.